# Lamprosema retractalis
Lamprosema retractalis là một loài bướm đêm trong họ Crambidae.